# Godell Țukerman
Godell Țukerman este un caricaturist și jurnalist israelian, născut în România, în anul 1911. În 1936, s-a casatorit cu Tina, și în 1947 li s-a nascut o fiică, Alma.
Ziarul „Ziua” din 28 martie 1938, îl caracteriza în articolul „O haimana talentată” în acest mod: „Godell, haimanaua talentată a târgului, s'a lăsat de vagabondaj și a purces la treabă. Lucrul oricât ar părea de curios e perfect verosimil. (...) Caricatura sa nu e epigramatică, adica nu biciuiește defectul sau viciul. Genul lui Godell, ca să spunem așa, e anecdotic, cu alte cuvinte el desprinde din subiect caracteristica din fiecare zi. Nu nasul lung și piciorul mare, ci obișnuința regulată a omului, pentru el e ceva natural, iar pentru caricaturist prilej de anecdotă. Godell nu lucrează cu penița muiată în venin și nici nu vrea să moralizeze. Se amuză fără să supere. Ca si cum ar spune un haz despre cineva. (...) Linia e fermă, clară, iar abuzul de culori, atât de frecvent, a dispărut. Godell e în linia marilor caricaturiști ai Iașului, care întotdeauna a avut căutare.” 
În anul 1965, a emigrat în Israel, unde a avut expozitii de caricaturi in diferite orase.Subiectele caricaturilor expuse, erau ministrii, membri Parlamentului Israelian si alte figuri politice.
În anul 1991, Godell a publicat o carte de memorii intitulată Viață de caricaturist, ziua vesel, noaptea vesel, nicicând trist, într-un stil anecdotic, prezentând astfel toate evenimentele prin care a trecut de-a lungul vieții. Cartea este presărată din loc în loc cu caricaturi de-ale autorului. În anul 1991, după publicarea cărții, care a fost expusă la pavilionul României la Târgul Internațional al Cărții de la Ierusalim, Godell a decedat.

## Opera
- Viață de caricaturist, ziua vesel, noaptea vesel, nicicând trist (Ed. Sirius, București, 1991)